# Ceratina nautlana
Ceratina nautlana är en biart som beskrevs av Cockerell 1897. Ceratina nautlana ingår i släktet märgbin, och familjen långtungebin. Inga underarter finns listade i Catalogue of Life.